# Neoplatyura karmelita
Neoplatyura karmelita är en tvåvingeart som beskrevs av Chandler 1994. Neoplatyura karmelita ingår i släktet Neoplatyura och familjen platthornsmyggor.
Artens utbredningsområde är Israel. Inga underarter finns listade i Catalogue of Life.